# Dziób (zoologia)

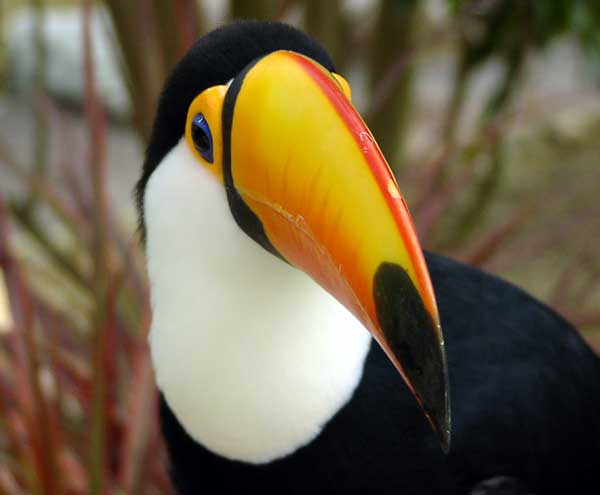
Duży dziób tukana wielkiego

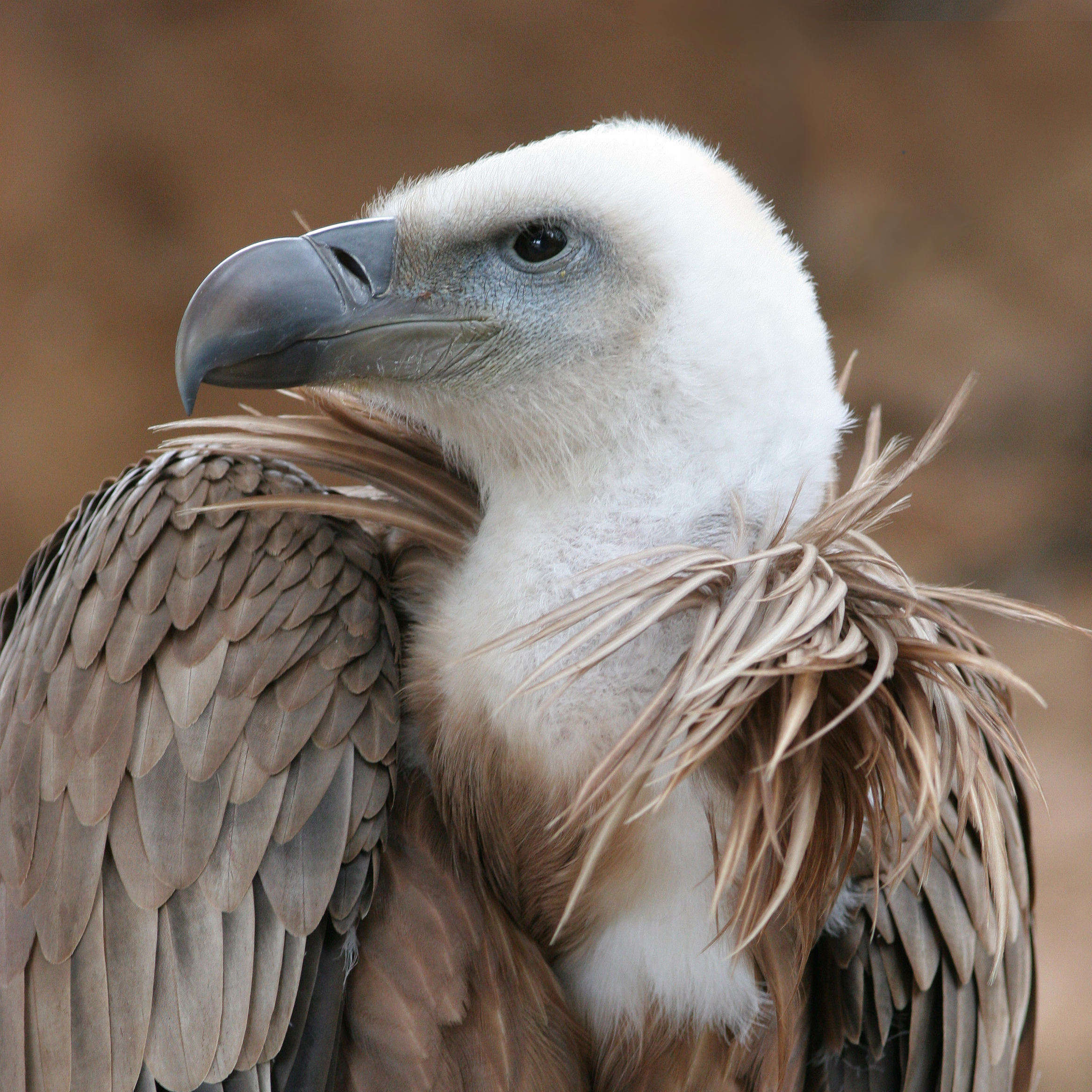
Dziób sępa płowego

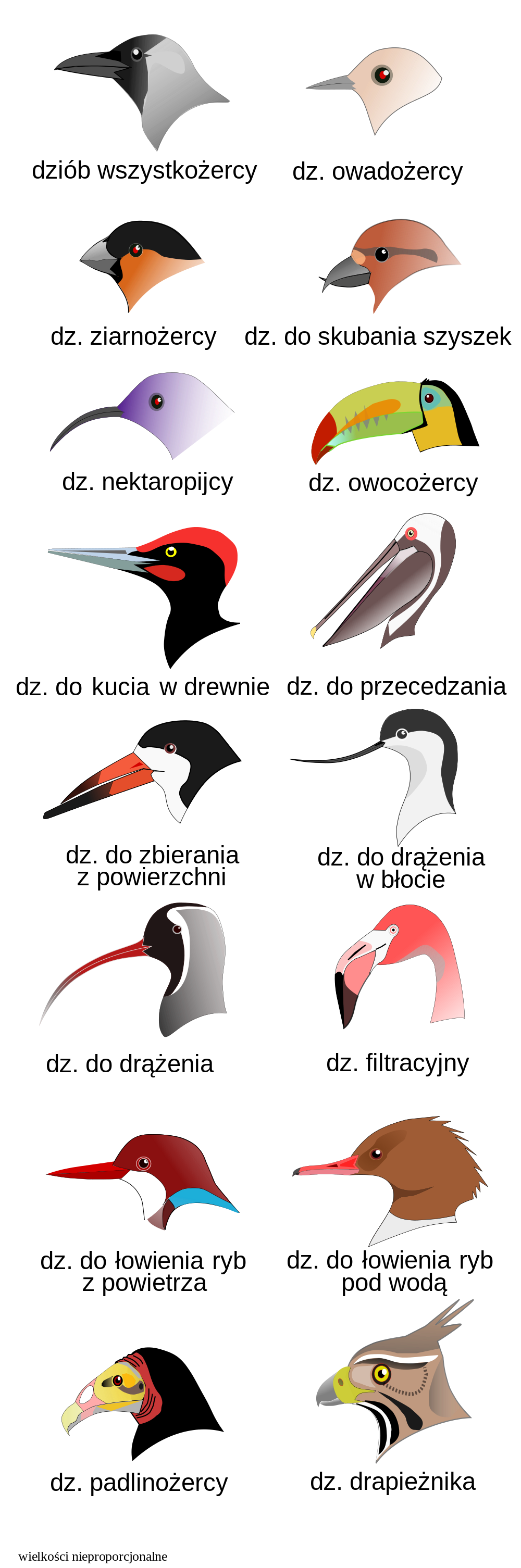
Różne typy dziobów w zależności od rodzaju pokarmu i strategii odżywiania się

Dziób (łac. rostrum) – rogowy twór u ptaków oraz niektórych innych zwierząt. Tworzą go przekształcone kości szczęki, kości międzyszczękowej oraz kości żuchwy. Kości te tworzą zrąb kostny pokryty pochwą rogową – ramfoteką (rhamphotheca). Część dzioba najbardziej wysunięta do przodu to wierzchołek (culmen).
U praptaka (Archaeopteryx lithographica) dziób zaopatrzony był w ostre, dobrze rozwinięte zęby, podobnie jak u gadów. Zęby Hesperornis tkwiły w rynience zębodołowej, a u Ichthyornis w zębodołach. Dzioby ptaków współczesnych są już pozbawione zębów, jedynie u niektórych gatunków traczy i kaczek jest on zaopatrzony w rogowe wypustki. Wykluwające się pisklęta mają ułatwiający im przebicie skorupy twór zwany guzem jajowym lub zębem jajowym. Po wykluciu ząb jajowy zanika.
W zależności od typu pobierania pokarmu i od jego jakości, dzioby ptaków mają różne kształty. Wewnętrzne brzegi szczęki i żuchwy, nazywane krajcami, u wielu gatunków są gładkie, u innych mniej lub bardziej pofałdowane, a np. u sokołów mają wyraźny „ząb” na szczęce, dopasowany do „szczerby” w żuchwie. U ptaków blaszkodziobych na wewnętrznej powierzchni szczęk i żuchwy wyrastają liczne blaszki rogowe (lamellae), umożliwiające przecedzanie pokarmu pobieranego z wody. U traczy występują ostre ząbki służące do przytrzymywania śliskiej zdobyczy (ryby), oraz silnie unerwiony tzw. paznokieć na końcu dzioba. U ptaków drapieżnych, sów czy papug brzegi są ostre, a sam dziób silny. U kuraków, papug oraz ptaków drapieżnych występuje zmodyfikowana, silnie unerwiona skóra, otaczający nozdrza zewnętrzne – woskówka (ceroma).